# Matilda Koen-Sarano
Matilda Koen-Sarano   (Milà, 31 de juliol de 1939 - Israel, 4 de juny de 2024) va ser una escriptora israeliana, nascuda a Itàlia de pares jueus procedents de Turquia. És una de les escriptores més conegudes en judeocastellà, tot i que també va re en italià i en hebreu.

## Biografia
Matilda Sarano Hadjes nasqué a Milà el 1939, en una família sefardita originària de Turquia. El seu avi Moshe Sarano havia nascut a Bergama el 1874, mentre que els seus pares, Alfredo Sarano i Diana Hadjes, eren tots dos originaris d'Aydin, també a Turquia. Tot i que el seu pare va viure a Rodes fins al 1925, i la seva mare a Esmirna fins al 1938, després van emigrar tots dos a Itàlia, on es van casar aquest mateix any i es van instal·lar a la ciutat de Milà. Durant la Segona Guerra Mundial, la família es refugià a les muntanyes italianes per fugir de la persecució nazi. Després de la guerra, Matilda estudià a l'Escola Comunitària Jueva i també llengües a la Universitat Bocconi de Milà. El seu pare va ser Secretari de la Comunitat Jueva de Milà des del 1945 fins al 1969. Matilda es casà amb Aaron Koen i la parella feu la seva aliyà el 1960.
Ja a Israel, estudià Literatura italiana i Literatura i folclore judeoespanyol a la Universitat Hebrea de Jerusalem. L'estiu de 1979, Matilda Koen-Sarano participà en el seminari per a productors radiofònics en judeocastellà, organitzat per l'emissora Kol Israel. Això la va engrescar a escriure en aquesta llengua, recuperant tots els seus records i vivències de la seva infància en la que, de fet, és la seva llengua materna. La tasca que va emprendre fou entrevistar persones de diverses comunitats sefardites de tot el món, enregistrant centenars de contes i tradicions orals. A més, aquesta activitat la va introduir a l'activitat acadèmica com a investigadora. El seu primer llibre, producte d'aquestes primeres investigacions, fou un recull de contes tradicionals sefardites que va titular Kuentos del Folklor de la Famiya Djudeo-Espanyola ("Contes tradicionals de la família judeoespanyola"), que es va publicar el 1986 a Jerusalem. L'abril de 2009 publicà el seu llibre més recent, Kon bayles i kantes Sefaradis de dor en dor ("Amb balls i cançons sefardites de generació en generació").
Matilda Koen-Sarano va impartir classes de judeocastellà a la Universitat Ben-Gurion del Nègueb, a Beerxeba, des de 1996, i també un curs per a professors de la llengua, organitzat per l'Autoritat Nacional del Ladino, a Jerusalem, des de 1998. També va ser cap de redacció del noticiari en judeocastellà de la ràdio Kol Yisrael.

## Obra

### Llibres de contes
- Kuentos del folklor de la famiya djudeo-espanyola + kaseta de kuentos, Kana, Jerusalem, 1986. (judeocastellà)(hebreu)
- Djohá ke dize?, Kana, Jerusalem, 1991. (judeocastellà)(hebreu)
- Konsejas i konsejikas del mundo djudeo-espanyol, Kana, Jerusalem, 1994. (judeocastellà)(hebreu)
- Lejendas i kuentos morales de la tradisión djudeo-espanyola, Nur, Jerusalem, 1999. (judeocastellà)(hebreu)
- Sipuré Eliau Anaví, kon notas de Shifra Safra, Midrashiat Amalia, Jerusalem, 1993-94. (judeocastellà)(hebreu)
- De Saragoza a Yerushaláyim, Ibercaja, Saragossa, 1995.
- Storie di Giochà, en dues edicions: una per a escoles (1991) i una altra per al públic en general, Sansoni, Florència, 1990. (italià)
- Le storie del re Salomone, Sansoni, Florència, 1993. (italià)
- King Solomon and the Golden Fish, amb notes científiques de Reginetta Haboucha, Wayne State University Press, Detroit, Michigan, 2004. (anglès) (judeocastellà)
- Ritmo antiko, poezías i kantigas, edició de l'autora, Jerusalem, 2005. (judeocastellà)(hebreu)
- Por el plazer de kontar - Kuentos de mi vida, Selection of stories, Nur Afakot, Jerusalem, 2006. (judeocastellà)
- Kuentos salados djudeo-espanyoles, Editorial Capitelum, València, 2000. (judeocastellà)
- Folktales of Joha, Jewish Trickster, Jewish Publication Society, Philadelphia, 2003. (anglès)(judeocastellà)
- El kurtijo enkantado, Kuentos populares djudeo-espanyoles, Nur Hafakot, Jerusalem, 2003. (judeocastellà)(hebreu)
- Kuentos del bel para abasho, Kuentos djudeo-espanyoles, Ed. Shalom, Estambul, 2005. (judeocastellà)
- Kon bayles i kantes, Sefaradis de dor en dor, Istambul, 2009. (judeocastellà)
- Vejés liviana, kuentos djudeo-espanyoles, Nur Hafakot, Jerusalem, 2006. (judeocastellà)(hebreu)

### Diccionaris
- Diksionario Ebreo-Djudeo-Espanyol (Ladino), Djudeo-Espanyol (Ladino)-Ebreo, Zak, Jerusalem, (2010). (judeocastellà)(hebreu)

### Audiollibres
- Viní kantaremos, koleksión de kantes djudeo-espanyoles, edició de l'autora, Jerusalem, 1993 (4a edició, 2006). (judeocastellà)
- C.D.s Jewish Ladino Songs, Hataklit, Ramat-Gan, 1993. Cinc històries en judeocastellà narrades per Matilda Koen-Sarano, amb música de Hayim Tsur. (judeocastellà)
- C.D. Nostaljía, Hataklit, Ramat-Gan, 1995. Divuit històries en judeocastellà narrades per Matilda Koen-Sarano, amb música de Hayim Tsur. (judeocastellà)
- C.D. Sefaradís de dor en dor (las kantigas de la komedia muzikal), Hataklit, Ramat-Gan, 1999. Narrat per Matilda Koen-Sarano, amb música de Hayim Tsur. (judeocastellà)
- C.D. Di ke no es tadre, 14 new stories in Ladino, Jerusalem, 2002. Narrat per Matilda Koen-Sarano, amb música d'Avraham Reuveni. (judeocastellà)
- Guerta muzikal: Koleksión de piesas muzikales djudeo-espanyolas (Sefaradís de dor en dor, Music Comedy and Radio adaptation; Maridos i mujeres, Mil i un Djohá, El novio imajinario i Tres ermanikas), Matilda Koen-Sarano, Moshé Bahar, Hayim Tsur i Avraham Reuveni, Jerusalem, 2002. (judeocastellà)

### Guions
- Sefaradís de dor en dor, music soap opera, música de Hayim Tsur, Ministeri d'Educació i Cultura, Jerusalem, 1997. Adaptat per a la ràdio el 1999. (judeocastellà)
- Mil i un Djohá, comèdia musical, música de Hayim Tsur, edició de l'autora, Jerusalem, 1998. (judeocastellà)
- Maridos i mujeres, radionovela musical en 12 episodis amb música de Hayim Tsur, edició de l'autora, Jerusalem, 2000. (judeocastellà)
- Tres ermanikas, comèdia radiofònica amb música de Hayim Tsur, edició de l'autora, Jerusalem, 2000. Adaptat 2004. (judeocastellà)

### Material didàctic per a cursos
- Kurso de Djudeo-Espanyol (Ladino) para Prinsipiantes, Universitat Ben-Gurion del Nègueb, Beerxeba, 1999. (judeocastellà)
- Kurso de Djudeo-Espanyol (Ladino) para Adelantados, Universitat Ben-Gurion del Nègueb, Beerxeba, 1999. (judeocastellà)
- Kon Maymon Benchimol, Vokabulario Djudeo-Espanyol (Ladino) - Ebreo; Ebreo - Djudeo-Espanyol (Ladino), Universitat Ben-Gurion del Nègueb, Beerxeba, 1999. (judeocastellà)(hebreu)
- Tabelas de verbos en Djudeo-Espanyol (Ladino), edició de l'autora, Jerusalem, 1999. (judeocastellà)